# Sipperkrypmossa
Sipperkrypmossa (Hygroamblystegium tenax) är en bladmossart som beskrevs av Jennings 1913. Sipperkrypmossa ingår i släktet Hygroamblystegium och familjen Amblystegiaceae. Enligt den finländska rödlistan är arten starkt hotad i Finland. Arten är reproducerande i Sverige. Artens livsmiljö är näringsrika sjöar. Inga underarter finns listade i Catalogue of Life.